# Nothoscordum macrantherum
Nothoscordum macrantherum är en amaryllisväxtart som först beskrevs av Carl Ernst Otto Kuntze, och fick sitt nu gällande namn av Gustave Beauverd. Nothoscordum macrantherum ingår i släktet vaniljlökar, och familjen amaryllisväxter. Inga underarter finns listade i Catalogue of Life.